# Donja Lopušnja
Donja Lopušnja (en serbe cyrillique : Доња Лопушња) est un village de Serbie situé dans la municipalité de Vlasotince, district de Jablanica. Au recensement de 2011, il comptait 120 habitants.

## Démographie
| 1948 | 1953 | 1961 | 1971 | 1981 | 1991 | 2002 | 2011 |
| ---- | ---- | ---- | ---- | ---- | ---- | ---- | ---- |
| 478  | 441  | 468  | 431  | 345  | 297  | 184  | 120  |

|  |